# 뉴스5후
《뉴스5후》는 대한민국 JTBC에서 평일 오후 5시 10분에 방송되었던 JTBC의 저녁 뉴스 프로그램이다.

## 방송 시간
| 방송 채널 | 방송 기간                         | 방송 시간                          |
| --------- | --------------------------------- | ---------------------------------- |
| JTBC      | 2023년 7월 17일 ~ 2023년 12월 1일 | 평일 오후 5시 10분 ~ 저녁 6시 30분 |

## 진행자
- 박진규
- 신혜원

## 구성
- 쇼츠트랙
- 보니보니
- 정치토크
- 사회토크
- 5키(5후의 키워드)
- 5후의 티키타카

## 참고 사항
방송 4개월 만에 방송국의 재정난과 낮은 시청률이 면치 못하고 폐지하였다.

## 같이 보기
- KBS 뉴스 5, KBS 뉴스 7 (KBS 1TV)
- KBS 뉴스 6 (KBS 2TV)
- 5 MBC 뉴스 (MBC TV)
- SBS 오 뉴스 (SBS TV)
- OBS 뉴스 경인플러스 (OBS경인TV)
- 김명준의 뉴스파이터, MBN 뉴스와이드 (MBN)
- 박정훈의 정치다 (TV조선)
- 채널A 뉴스 TOP 10 (채널A)
- 뉴스 Q, YTN 이브닝뉴스 (YTN)
- 뉴스 17, 뉴스워치 (연합뉴스TV)